# Eco-Runner Team Delft
Das Eco-Runner Team Delft war das erste niederländische Team, das am Shell Eco-Marathon teilnahm. Die Gruppe von Studenten der Technischen Universität Delft trat im Juli 2006 im britischen Rockingham gegen die internationale Konkurrenz an.

## Team
Das Team wurde im November 2005 von einer Gruppe technikbegeisterter Studenten gegründet. Während des ersten Jahres bestand das Team aus 11 Mitgliedern. 7 davon kamen aus Belgien, die übrigen 4 stammten aus den Niederlanden. Das Team hatte es sich zum Ziel gesetzt, am Shell Eco-Marathon erfolgreich teilzunehmen.
Nach verschiedenen Ab- und Neuzugängen erhöhte sich die Teamzahl auf insgesamt 16 Mitglieder, die jeweils aus verschiedenen Jahrgangsstufen stammten.

## Eco-Runner 1

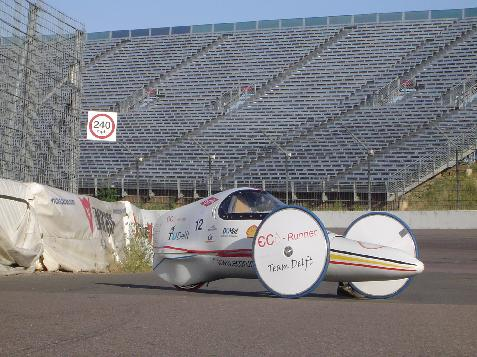
Eco-Runner 1

2006 baute das Team den Eco-Runner 1, ein Fahrzeug das in kurzer Zeit und mit wenigen Hilfsmitteln entstand. Dennoch gelang es dem Team mit diesem Fahrzeug auf einer Strecke von über 500 km trotz einer defekten Einspritzpumpe nur 1 Liter Kraftstoff zu verbrauchen. Aufgrund dieses Erfolges beschloss das Team ein neues Fahrzeug zu entwickeln, das noch weniger Kraftstoff verbrauchen sollte.

## Eco-Runner H2
Der neu entwickelte Eco-Runner H2 zeichnet sich durch seine stark gedrungene und strömungsgünstige Form aus. Des Weiteren ertüftelte das Team ein Zwei-Wege-Antriebssystem. Das erste System beruht auf einer Brennstoffzelle, die einen Elektromotor antreibt. Das zweite System ist ein 6-Takt-Verbrennungsmotor, der ähnlich wie ein 4-Taktmotor funktioniert, nur das nach dem 4. Takt Wasser in die Brennkammer eingespritzt wird und sich schlagartig ausdehnt. Der Nachteil dieses Antriebs ist, dass die Verbindung von hohem Druck und Temperatur sowie Wasser die Korrosion des Motors stark vorantreibt.